# Frederick Pitcher
Pour les articles homonymes, voir Pitcher (homonymie).
Frederick « Freddie » Pitcher, né le 5 février 1967[réf. nécessaire], est un homme politique nauruan. Il est brièvement président de la République du 10 au 15 novembre 2011,.

## Biographie

### Débuts en politique
Il fait son entrée au Parlement lors des élections législatives de 2004, représentant la circonscription d'Ubenide. Il se rallie à la majorité présidentielle reconduite, et se voit nommé au gouvernement. Le président Ludwig Scotty lui confie les ministères du Développement de l'Île et de l'Industrie, du Nauru Phosphate Royalties Trust, de la Culture et du Tourisme, et de l'Environnement. Bien qu'il soit novice en politique, il a une certaine expérience en matière économique, ayant travaillé pendant deux ans pour la Banque asiatique de développement à Manille. Le gouvernement Scotty se veut réformateur, pour répondre à la crise économique profonde qui frappait le pays, autrefois l'un des plus riches au monde. Il introduit une politique d'austérité économique, que Freddie Pitcher se charge d'expliquer à ses concitoyens,.
Pitcher est réélu député en avril 2007. Le gouvernement est reconduit, et il conserve son poste. En décembre 2007, son collègue Kieren Keke, Ministre de la Santé, initie une motion de confiance parlementaire contre le gouvernement dont il est lui-même membre. Il accuse David Adeang, ministre des Affaires étrangères, de l'Intérieur et des Finances, de corruption, et accuse le président Scotty de protéger indûment Adeang face à ces accusations. Pitcher se rallie à la fronde, et Scotty est destitué par le Parlement, par dix voix contre sept (avec un absent). Marcus Stephen succède à la présidence, et Frederick Pitcher obtient (avec Keke) un poste dans le nouveau gouvernement. Le président Stephen lui confie les ministères du Commerce, de l'Industrie et de l'Environnement, ainsi que des Services publics, et fait de lui le ministre chargé de la Republic of Nauru Phosphate Corporation et de la Nauru Rehabilitation Corporation.
C'est sous le ministre Pitcher que la Nauru Rehabilitation Corporation commence ses travaux, en février 2008. Cette entreprise publique est chargée de revitaliser les terres dévastées par l'industrie du phosphate.
En mars 2008, David Adeang, devenu Président du Parlement, tente de faire exclure Frederick Pitcher et Kieren Keke de la Chambre, et ainsi de défaire la majorité dont bénéficie Marcus Stephen. Plus exactement, le 22 mars, Adeang convoque une session du Parlement, apparemment sans prévenir les membres de la majorité, qui sont donc absents. Les députés de l'opposition votent alors une loi interdisant à tout député d'avoir une double nationalité, et destituant ceux qui la possèdent - en l'occurrence, Pitcher et Keke, qui ont tous deux la double nationalité nauruane et australienne. Le gouvernement réagit en niant la légitimité du vote et en affirmant que la loi est anticonstitutionnelle puisque le quorum n'avait pas été respecté au Parlement. Stephen accuse Adeang et les autres députés de l'opposition d'avoir voté la loi « après le coucher du soleil, le samedi de Pâques », « à la lueur des bougies ». Le 28 mars, Adeang ordonne à Keke et à Pitcher de quitter le Parlement. Les deux ministres refusent d'obtempérer et Adeang suspend la session parlementaire. L'affaire est portée devant la Cour suprême, qui donne tort à Adeang en déclarant la loi sur la double nationalité des députés anticonstitutionnelle, pour cause d'absence de quorum.
Le 9 avril, Adeang suspend l'ensemble des neuf députés de la majorité présidentielle. Il affirme que ceux-ci ont agi de manière honteuse et qu'ils l'ont insulté pendant qu'il prononçait un discours en réponse au jugement de la Cour suprême. Le 18 avril, Stephen répond en décrétant l'état d'urgence, en dissolvant le Parlement et en annonçant des élections législatives anticipées,. Ces élections sont remportées le 26 avril par les partisans de Stephen, et Frederick Pitcher conserve son poste au gouvernement.
En 2011, Pitcher quitte ses fonctions de ministre, mais demeure membre de la majorité présidentielle, en tant que simple député (backbencher).

### Président de la République
Le 10 novembre 2011, le président Stephen, accusé de corruption (ce qu'il nie), démissionne plutôt que de faire face à une motion de censure, précipitant l'élection d'un nouveau président par les députés. La majorité présidentielle sortante accorde sa confiance à Pitcher, élu par neuf voix contre huit (pour Milton Dube),,. Déclarant ne pas accorder crédit aux accusations contre Stephen, Pitcher nomme ce dernier ministre. (Il n'y a pas encore de précision quant aux ministères concernés.)
Le chef de l'opposition, Baron Waqa, réagit à son élection en déclarant que l'opposition espère former une nouvelle majorité, et ainsi destituer ce président nouvellement élu. Le 15 novembre, à la suite de la défection d'un membre de la majorité, Sprent Dabwido, qui rejoint l'opposition, celle-ci destitue Pitcher par une motion de censure au Parlement, par neuf voix contre huit. Dabwido est alors élu Président,.

### Suites
Freddie Pitcher perd son siège de député lors des législatives du 8 juin 2013.